# Edelweißspitze
Il Edelweißspitze con 1.995 m s.l.m. è una montagna della catena delle Caravanche, posta al confine tra Austria e Slovenia nei comuni di Žirovnica e Feistritz im Rosental.